# Metalasia oligocephala
Metalasia oligocephala là một loài thực vật có hoa trong họ Cúc. Loài này được P.O.Karis mô tả khoa học đầu tiên năm 1989.